# 山縣・ロバノフ協定
山縣・ロバノフ協定（やまがた・ろばのふきょうてい、英語: Yamagata-Lobanov Agreement）とは、1896年6月9日にモスクワにおいて結ばれた、朝鮮における紛争に関する日本とロシアの議定書である。モスクワ議定書とも呼ばれる。
ロシア皇帝戴冠式に特派されていた日本の山縣有朋元首相（当時）と、ロシア外務大臣のアレクセイ・ロバノフ＝ロストフスキー公の間で交わされた。

## 概要
李氏朝鮮の宮廷内の親日派と親露派の権力闘争による不安定な政治情勢は、日露双方の利益を危険にさらしていた。そこで、1896年5月14日、漢城（現、ソウル）において日本とロシアは両国の駐朝鮮公使による小村・ウェーバー協定を結んだ。
ニコライ2世のロシア皇帝戴冠式に参列するため、特派大使としてロシアの首都サンクトペテルブルクに派遣された山縣有朋は、6月9日、ロシア外相ロバノフと会談し、西徳二郎駐露公使の助力を得て山縣・ロバノフ協定を結んだ。協定では朝鮮の独立を保証すること、朝鮮の財政改革を促進すること、近代的警察及び軍隊を組織すること、電信線を維持することについての合意がなされた。「利益線論」を唱えた山縣有朋は、交渉に際して朝鮮半島における日露の関係を対等なものにしようと図り、出兵に際しての駐兵地域を日露両国で定め、そのあいだに中立地帯を設けることを提案した。いわば、朝鮮を日露両国の勢力範囲に分割しようということであったが、その境界は、資料により大同江のあたりであるとかソウル付近であるとか一定しない。朝鮮を南北に分けるこの案について、ロシア側は駐兵地域はその場になってのちに決定すればよいとの判断から分割案を一蹴した。しかし、この協定をもってしても、朝鮮半島におけるロシアの優位は動かなかった。
この協定は、1898年の西・ローゼン協定によって替えられた。

## 補説
ニコライ2世の戴冠式には清国からは李鴻章も参列した。李鴻章とロバノフは密約を結び、日本に対する清国・ロシアの共同防衛とともに、シベリア鉄道の短絡線となる東清鉄道を清国領土内（西端の満洲里（マンチュリー）から東端の黒竜江省綏芬河（ポクラニチナヤ）まで）に敷設する権利も認めさせるなど、ロシアの満州における権益を大幅に認めさせた（露清密約）。